# HD 19789
Désignations
HD 19789, également désignée HR 952, est une étoile double de la constellation du Bélier. Le composant primaire a une couleur orange et est à peine visible à l'œil nu avec une magnitude apparente visuelle de 6,11. D'après la mesure de sa parallaxe annuelle par le satellite Gaia, le système est situé à environ 390 années-lumière de la Terre. Il s'en éloigne à vitesse radiale héliocentrique de +8 km/s. L'étoile est située près de l'écliptique et est donc sujette aux occultations lunaires.
La composante primaire, désignée HD 19789 A, est une étoile géante vieillissante de type spectral K0IIIp, où le suffixe « p » indique une particularité non spécifiée dans le spectre. Son rayon est 11 fois plus grand que le rayon du Soleil, elle rayonne 58,5 fois la luminosité du Soleil et sa température effective est de 4 822 K. Son compagnon, HD 19789 B, était située à une distance angulaire de 0,5″ et à un angle de position de 23° en 1982.